# ClientEarth
Fundacja ClientEarth Prawnicy dla Ziemi została zarejestrowana w 2010 roku. Celem organizacji jest działanie na rzecz poprawy jakości i ochrony środowiska naturalnego przy pomocy narzędzi prawnych. Fundacja jest niezależnym podmiotem ClientEarth, globalnej organizacji pozarządowej, która prowadzi działalność w ponad 50 krajach.

## Struktura
Założycielem i wieloletnim prezesem międzynarodowej organizacji ClientEarth jest prawnik i pisarz James Thornton. W 2022 r. na stanowisku prezesa zastąpiła go Laura Clarke, dyplomatka, która w latach 2018-22 była Wysokim Komisarzem Wielkiej Brytanii w Nowej Zelandii.
W Polsce Fundacja ClientEarth Prawnicy dla Ziemi działa od 2010 r. i ma siedzibę w Warszawie. Fundacja posiada Radę Powierników i Radę Programową. Fundacja jest członkiem Koalicji Klimatycznej, OFOP, Koalicji 10% i in.

## Metody działania
ClientEarth działa w obszarze legislacji i prawidłowego wdrażania prawa międzynarodowego i krajowego oraz monitoruje przestrzeganie prawa. Organizacja prowadzi i uczestniczy w sprawach administracyjnych i sądowych dotyczących ochrony środowiska. ClientEarth publikuje opinie, analizy i raporty oraz prowadzi i wspiera kampanie społeczne. 

## Patroni
Jednym z patronów ClientEarth jest zespół Coldplay. Brian Eno jest członkiem Rady organizacji. W czerwcu 2019 r. gitarzysta zespołu Pink Floyd, David Gilmour, przekazał ClientEarth 21,5 mln USD, pochodzących ze sprzedaży jego kolekcji gitar.

## Najważniejsze sprawy globalne
W 2010 r. ClientEarth odniosła sukces, gdy brytyjskie sądy uznały Konwencję z Aarhus, zobowiązującą rządy do usunięcia barier finansowych i zapewnienia praw do składania pozwów dotyczących szkód środowiskowych.
W 2010 roku ClientEarth podjęła działania prawne przeciwko Radzie Unii Europejskiej, zarzucając brak przejrzystości w procesie przeglądu prawa dotyczącego dostępu do dokumentów wewnętrznych UE.
W 2011 r. ClientEarth wniosła sprawę przeciwko Defra, oskarżając brytyjski rząd o naruszenie unijnych limitów emisji dwutlenku azotu.
W 2015 r. organizacja wygrała sprawę, co doprowadziło do trzech wyroków sądowych nakazujących brytyjskiemu rządowi wprowadzenie bardziej ambitnych planów poprawy jakości powietrza.
ClientEarth złożyła również niemal 40 pozwów w Niemczech, w tym przeciwko rządowi Bawarii, za niespełnianie norm jakości powietrza, co doprowadziło do nałożenia na rząd grzywny przez Trybunał Sprawiedliwości Unii Europejskiej.
W 2016 r. organizacja pozwała władze Brukseli za nieskuteczne działania na rzecz ograniczenia zanieczyszczenia powietrza, a w 2017 r. podjęła kroki prawne przeciwko władzom Lombardii, domagając się podjęcia działań w obliczu kryzysu zdrowotnego.
Organizacja podejmuje też działania przeciwko branży węglowej, mając na koncie ponad 75 interwencji prawnych w dziesięciu krajach. W Polsce, Fundacja ClientEarth wniosła pozwy przeciwko budowie elektrowni Północ oraz Ostrołęka C, co doprowadziło do ich zablokowania.
W 2019 r. organizacja złożyła pozew przeciwko planom budowy elektrowni węglowej w Rovinari, Rumunia, a w 2020 r. skutecznie podważyła zezwolenie na budowę dwóch elektrowni węglowych Meliti I i Meliti II w Grecji.
Ponadto, ClientEarth zaangażowała się w sprawy dotyczące pomocy państwowej, interweniując przeciwko decyzji Komisji Europejskiej o zatwierdzeniu subsydiów dla hiszpańskiego przemysłu węglowego, argumentując, że naruszają one prawo UE dotyczące pomocy państwowej i środowiska.
W zakresie przejrzystości korporacyjnej, ClientEarth podejmowała kroki prawne przeciwko spółkom takim jak BP, Barclays, easyJet, Balfour Beatty, EnQuest, Bodycote oraz trzy duże brytyjskie firmy ubezpieczeniowe, zarzucając im niewłaściwe uwzględnianie ryzyk związanych ze zmianami klimatycznymi .
W kontekście przemysłu naftowego, ClientEarth podjęła działania prawne przeciwko BP i Shell, starając się pociągnąć do odpowiedzialności zarządy spółek za brak odpowiedniego przygotowania dojścia do neutralności klimatycznej zgodnie z Porozumieniem Paryskim. W 2023 r. organizacja złożyła pozew przeciwko zarządowi Shell, argumentując, że członkowie zarządu mają obowiązek działać zgodnie z ustawą o spółkach w Wielkiej Brytanii.

## Główne działania w Polsce

### Ochrona klimatu
Fundacja ClientEarth Prawnicy dla Ziemi skupia się na egzekwowaniu przepisów prawnych mających na celu ograniczenie emisji gazów cieplarnianych oraz wspieraniu polityk promujących zrównoważony rozwój. Fundacja podejmuje działania prawne przeciwko podmiotom, które naruszają zobowiązania klimatyczne, i wspiera transformację energetyczną, zachęcając do przejścia na odnawialne źródła energii.

#### Wybrane sprawy:
- W 2021 r., w imieniu pięciorga obywateli i obywatelek Polski Fundacja ClientEarth złożyła pozwy przeciwko Skarbowi Państwa za bezczynność w sprawie kryzysu klimatycznego. Pozywający domagają się od polskiego rządu podjęcia zdecydowanych działań na rzecz ochrony klimatu, m.in. osiągnięcia neutralności klimatycznej do 2043 r. i zredukowanie emisji gazów cieplarnianych o co najmniej 60 proc. do 2030 roku.[19]

#### Ochrona Lasów
Znaczącym obszarem działań Fundacji w zakresie ochrony środowiska jest ochrona lasów. ClientEarth podejmuje działania prawne i wspiera inicjatywy mające na celu zachowanie i przywracanie ekosystemów leśnych. Współpracując z rządami, instytucjami międzynarodowymi oraz lokalnymi społecznościami, Fundacja dąży do wzmocnienia regulacji prawnych chroniących lasy i zapewnienia ich skutecznego egzekwowania. Działania ClientEarth mają również na celu przeciwdziałanie zmianom klimatycznym, poprzez zabezpieczenie lasów jako kluczowych zasobów naturalnych dla przyszłych pokoleń.

#### Wybrane sprawy i działania:
- W czerwcu 2023 ClientEarth Prawnicy dla Ziemi, Ogólnopolskie Towarzystwo Ochrony Ptaków i Fundacja Greenmind złożyły do Komisji Europejskiej skargę w związku z systemowym problemem zarządzania rzekami.[21]
- W kwietniu 2016 r. ClientEarth była jedną z siedmiu organizacji, które złożyły skargę do Komisji Europejskiej na nielegalną wycinkę drzew w Puszczy Białowieskiej. W kwietniu 2018 Trybunał Sprawiedliwości Unii Europejskiej stwierdził, że zwiększona wycinka w Puszczy łamała unijne prawo.[22]
- W maju i czerwcu 2024 ClientEarth wraz z innymi fundacjami prowadziła kampanię Nature Restoration Law (NRL), czyli Natura Ratuje Ludzi! mającą na celu promowanie przyjęcia Prawa o odbudowie zasobów przyrodniczych na poziomie UE.[23]

### Czyste Powietrze
ClientEarth aktywnie walczy o poprawę jakości powietrza. Działania  Fundacji w tym zakresie koncentrują się na zmniejszeniu emisji szkodliwych substancji, które zanieczyszczają powietrze, takich jak dwutlenek azotu i pyły zawieszone. Organizacja podejmuje kroki prawne przeciwko rządom i korporacjom, które nie przestrzegają norm jakości powietrza, oraz promuje polityki i rozwiązania technologiczne mające na celu ochronę zdrowia publicznego i środowiska. Współpracując z instytucjami międzynarodowymi, lokalnymi władzami i innymi organizacjami pozarządowymi, ClientEarth dąży do stworzenia skutecznych strategii redukcji zanieczyszczeń powietrza i podniesienia świadomości społecznej na temat znaczenia czystego powietrza dla zdrowia ludzi i planety.

#### Wybrane sprawy i działania:
- W lutym 2024 r. Fundacja, wraz z innymi organizacjami, przekazała dokument Jak poprawić jakość powietrza? Postulaty organizacji pozarządowych przedstawicielom rządu.[25]
- W grudniu 2022 r. pięcioro mieszkańców Warszawy wspólnie z Fundacją ClientEarth Prawnicy dla Ziemi oraz stowarzyszeniem Miasto Jest Nasze walczyło o prawo do czystego i zdrowego powietrza przed Europejskim Trybunałem Praw Człowieka w Strasbourgu (ETPCz).[26]
- W sierpniu 2022 r., wraz z innymi organizacjami, ClientEarth po raz pierwszy na forum ONZ domagała się uwzględnienia wpływu zmian klimatycznych na prawa człowieka.[27]
- We wrześniu 2021 r. Fundacja ClientEarth Prawnicy dla Ziemi, Stowarzyszenie Miasto Jest Nasze oraz dwoje mieszkańców Warszawy zaskarżyli władze województwa mazowieckiego za nieskuteczną politykę antysmogową.[28]
- Fundacja brała udział w opracowywaniu krakowskiej ustawy antysmogowej, dzięki której od 1 września 2019 roku nie można już ogrzewać domów węglem i drewnem.[29]
- W maju 2018 r. turysta i wspierająca go Fundacja ClientEarth dowiedli przed Naczelnym Sądem Administracyjnym, że Zakopane nielegalnie pobiera opłaty za pobyt w mieście. Sąd orzekł, że w Zakopanem nie zostały dopełnione wymagania klimatyczne, aby je pobierać.[30]

### Transformacja energetyczna
Fundacja ClientEarth Prawnicy dla Ziemi wspiera transformację energetyczną Polski, w tym rozwój odnawialnych źródeł energii, odejście do węgla, zmniejszenie zależności od ropy naftowej i gazu ziemnego. Organizacja podejmuje kroki prawne przeciwko inwestycjom i projektom, które przyczyniają się do dalszej eksploatacji paliw kopalnych, oraz wspiera tworzenie polityk sprzyjających dekarbonizacji gospodarki. Współpracując z rządami, instytucjami finansowymi i społecznościami lokalnymi, ClientEarth dąży do wprowadzenia systemowych zmian, które przyczynią się do ochrony środowiska i przeciwdziałania zmianom klimatycznym.

#### Wybrane sprawy:
- W 2017 r. organizacja oraz ponad 100 osób prywatnych złożyło wniosek do Wojewódzkiego Inspektoratu Ochrony Środowiska w Katowicach z żądaniem natychmiastowego zamknięcia koksowni Dębieńsko w Czerwionce-Leszczynach w woj. Śląskim, w związku z występującymi w mieście krótkotrwałymi wysokimi stężeniami benzenu oraz wyższą niż średnia w powiecie zachorowalnością na nowotwory wśród mieszkańców.
- W 2018 r. Fundacja ClientEarth zaskarżyła - jako akcjonariuszka mniejszościowa - decyzję spółki Enea o budowie nowego bloku węglowego elektrowni w Ostrołęce ze względu na wysokie ryzyko finansowe inwestycji związane z polityką ochrony klimatu. W 2019 r. Sąd Okręgowy w Poznaniu stwierdził nieważność uchwały Walnego Zebrania Akcjonariuszy spółki Enea, zezwalającej na budowę 1000 MW bloku węglowego elektrowni w Ostrołęce. Tym samym inwestycja została wstrzymana.
- W 2019 r. Fundacja ClientEarth złożyła w Sądzie Okręgowym w Łodzi pozew przeciwko właścicielowi Elektrowni Bełchatów, spółce PGE GiEK). W pozwie Fundacja domaga się, by sąd nakazał PGE GiEK zaprzestania działalności powodującej zagrożenie dla środowiska jako dobra wspólnego poprzez odejście od spalania węgla w Elektrowni Bełchatów najpóźniej do 2035 r. lub zainstalowanie w elektrowni urządzeń redukujących emisję CO2 do zera w tym samym terminie.[32]
- Fundacja podjęła także działania prawne, które w 2021 roku zablokowały powstanie planowanej kopalni węgla brunatnego Złoczew.[33]

### Walka z greenwashingiem
Greenwashing to praktyka wprowadzania w błąd opinii publicznej przez firmy, które przedstawiają się jako bardziej przyjazne dla środowiska, niż są w rzeczywistości. ClientEarth podejmuje kroki prawne przeciwko korporacjom stosującym nieuczciwe praktyki marketingowe oraz promuje przejrzystość i odpowiedzialność w sektorze korporacyjnym. Organizacja współpracuje z regulatorami, instytucjami finansowymi i społeczeństwem obywatelskim, aby zapewnić, że deklaracje dotyczące ochrony środowiska są rzetelne. Celem działań ClientEarth jest ochrona konsumentów i wspieranie zrównoważonych praktyk biznesowych.

#### Wybrane sprawy:
- W marcu 2021 ClientEarth złożyła zawiadomienie do Urzędu Ochrony Konkurencji i Konsumentów o podejrzeniu stosowania praktyk naruszających zbiorowe interesy konsumentów, w związku ze stosowaniem przez producentów węgla nazwy „ekogroszek”, która według Fundacji może wprowadzać konsumentów w błąd.[35]
- W kwietniu 2021 ClientEarth złożyła pozew w sprawie nieuczciwych praktyk rynkowych stosowanych przez producentów i dystrybutorów „ekogroszku”.[36]

### Dostęp do wymiaru sprawiedliwości
Fundacja ClientEarth podejmuje starania, aby obywatele i organizacje pozarządowe w Europie mieli prawo wnosić sprawy środowiskowe do sądu. W 2010 r. ClientEarth odniosło sukces w walce o to, aby brytyjskie sądy zaakceptowały Konwencję z Aarhus; konwencja ta zobowiązuje rządy do przyznania praw i usunięcia barier finansowych dla organizacji pozarządowych i osób fizycznych w celu wniesienia skarg prawnych w sprawach dotyczących szkód środowiskowych. W 2011 r. Fundacja ClientEarth ogłosiła uruchomienie Europejskiego Centrum Aarhus. Zapewnia ono obywatelom i organizacjom pozarządowym wiedzę prawną niezbędną do poprawy dostępu do informacji i wymiaru sprawiedliwości w Unii Europejskiej.

### Wzmacnianie Praworządności
ClientEarth działa na rzecz wzmacniania praworządności w kontekście ochrony środowiska. Organizacja koncentruje się na zapewnieniu, że prawo jest skutecznie stosowane i egzekwowane w celu ochrony zasobów naturalnych i zdrowia publicznego. Działania ClientEarth obejmują monitorowanie i ocenę zgodności z przepisami, a także prowadzenie postępowań prawnych przeciwko podmiotom, które naruszają przepisy środowiskowe. Organizacja wspiera również edukację prawną i budowanie zdolności instytucji publicznych oraz społeczności lokalnych, aby lepiej rozumiały swoje prawa i mogły je skutecznie egzekwować. Współpracując z różnymi interesariuszami, ClientEarth dąży do wzmocnienia systemów prawnych i instytucji, które chronią środowisko.

### Propozycje Zmian Systemowych
Przed wyborami parlamentarnymi w 2023 r., Fundacja ClientEarth opublikowała dokument, w którym przedstawia kompleksowe rekomendacje dotyczące reform w polityce ochrony środowiska i klimatu w Polsce. Dokument zawiera propozycje zmian legislacyjnych i systemowych mających na celu poprawę zarządzania zasobami naturalnymi oraz przeciwdziałanie zmianom klimatycznym. Raport koncentruje się na czterech kluczowych obszarach: ochrona powietrza, wód, gleby i lasów, proponując konkretne działania, które mogą przyczynić się do zrównoważonego rozwoju i ochrony bioróżnorodności.

#### Proponowane zmiany systemowe:
- Ogień (klimat): Wprowadzenie prawa o ochronie klimatu, osiągnięcie neutralności klimatycznej do 2050 r., powołanie Rady Ochrony Klimatu.
- Woda: Ochrona rzek i mokradeł, poprawa zarządzania wodami.
- Ziemia: Więcej parków narodowych, lepsza ochrona lasów.
- Powietrze: Czyste powietrze w Polsce do 2035 r., zakaz węgla w ciepłownictwie indywidualnym.

Przed wyborami lokalnymi wiosną 2024 r. Fundacja opublikowała rekomendacje zatytułowane „Cztery żywioły dla samorządów" odnoszące się do lokalnej polityki klimatycznej, gospodarowania wodą, zielenią i terenami cennymi przyrodniczo.
Z kolei w maju 2024 r., przed wyborami do Parlementu Europejskiego, ClientEarth opublikowała propozycje zmian systemowych i prawnych w obszarze ochrony klimatu i środowiska na poziomie UE. Rekomendacje odnoszą się do europejskiej polityki klimatycznej, sektora rolno-spożywczego, gospodarowania energią, a także wskazują, jak skuteczniej poprawiać wdrażanie i egzekwowanie przepisów dotyczących ochrony środowiska.

## Najważniejsze publikacje
- Mądrze gospodarujmy drewnem - przewodnik po transpozycji zmienionej dyrektywy RED III (2024)
- Projekt ustawy o ochronie klimatu (2023)
- Jak w polskich górach zarabia się na smogu - uzdrowiska i kurorty ponad prawem? (2023)
- Biała Księga polskich rzek. Lekcje płynące z katastrofy odrzańskiej. (2023)
- Sieci - wąskie gardło polskiej transformacji energetycznej (2022)
- Kreatywna księgowość. Jak Polska marnuje środki z EU ETS (2022)
- Emisje metanu. Wyzwanie dla klimatu, energetyki i prawa (2022)
- Polskie Parki Narodowe. Dlaczego w Polsce od 20 lat nie powstał park narodowy i jak to zmienić? (2021)
- Monopol węglowy z problemami – raport (2020)
- Subsydia: Motor czy hamulec polskiej transformacji energetycznej? (2019)
- Reforma EU ETS: Jak nie zmarnować kolejnej szansy na dekarbonizację polskiej gospodarki (2019)
- Ocena ustawy o rynku mocy (2017)
- Założenia rynku mocy w Polsce – analiza prawna i ekonomiczna (2016)

## Nagrody
- W 2012 roku BusinessGreen przyznał ClientEarth nagrodę organizacji pozarządowej roku[42]
- W 2013 roku ClientEarth otrzymało od Law Society of England and Wales nagrodę „Award for Excellence in Environmental Responsibility”[43]
- W 2016 roku BusinessGreen przyznał ClientEarth nagrodę organizacji pozarządowej roku, a Jamesowi Thorntonowi, dyrektorowi generalnemu, nagrodę "lidera roku"[44]
- W 2017 roku Financial Times umieścił ClientEarth wśród 50 najbardziej innowacyjnych i wpływowych organizacji prawniczych w Europie[45]
- W 2017 roku Charity Times uznał ClientEarth za najlepszą organizację charytatywną (o budżecie 5-10 mln funtów) w Wielkiej Brytanii[46]
- W 2017 roku Environmental Funders Network uznała ClientEarth za najskuteczniejszą organizację ekologiczną roku w Wlk. Brytanii[47]
- W 2017 roku magazyn The Lawyer przyznał zespołowi prawników ClientEarth specjalne wyróżnienie[48].

- W 2021 roku dziennik Rzeczpospolita przyznała ClientEarth tytuł „Zielonego Orła”[49]
- W czerwcu 2024 roku, z okazji 25-lecia Polskiego Stowarzyszenia Energetyki Wiatrowej (PSEW), Fundacja ClientEarth Prawnicy dla Ziemi została uhonorowana nagrodą Organizacji Roku za działania na rzecz energetyki wiatrowej.[50]

## Programy

### Bioróżnorodność
Główne cele programu to zapewnienie skutecznego prawa chroniącego dziką przyrodę, działanie na rzecz zrównoważonego rybołówstwa w morzach oraz zapewnienie rzetelności informacji na temat stosowania substancji toksycznych na poziomie Unii Europejskiej.
W Wielkiej Brytanii ClientEarth jest inicjatorem Koalicji na rzecz Zrównoważonego Pozyskiwania Ryb i Owoców Morza (Sustainable Seafood Coalition), która zrzesza znaczącą część brytyjskich sieci sklepów spożywczych (m.in. Tesco, Marks & Spencer, The Co-operative, Sainsbury’s, Waitrose), restauracji i dostawców. Celem Koalicji jest dostarczenie konsumentom wiedzy o pochodzeniu produktów rybnych oraz owoców morza dostępnych na rynku oraz zapewnienie, że kupowany produkt pochodzi z odpowiedzialnego połowu.

### Ochrona klimatu i czysta energia
Celem działań jest przeciwdziałanie antropogenicznym zmianom klimatu oraz zmniejszenie wpływu energetyki na zdrowie i środowisko. Zespół bada realizację pakietu klimatyczno-energetycznego Unii Europejskiej oraz promuje rozwój energetyki obywatelskiej i prosumenckiej.

### Jakość powietrza
ClientEarth prowadzi działania prawne, informacyjne i kampanijne w zakresie poprawy jakości powietrza. 29 kwietnia 2015 brytyjski Sąd Najwyższy przyznał rację ClientEarth w sporze sądowym toczonym przeciwko rządowi Wielkiej Brytanii. ClientEarth zarzucił rządowi naruszenie Art. 13, 22 i 23 Dyrektywy 2008/50/EC w sprawie jakości powietrza i czystszego powietrza dla Europy. Wyrokiem Sądu rząd brytyjski został zobligowany do przyjęcia do 31 grudnia 2015 nowych planów ochrony powietrza służących zmniejszeniu przekroczeń stężeń szkodliwych tlenków azotu w najkrótszym możliwym czasie.

## Pracownicy
ClientEarth prowadzi stałą współpracę z Ludwigiem Krämerem, profesorem prawa ochrony środowiska. Prezesem organizacji jest prawnik i pisarz James Thornton; który w 2009 widniał na liście the New Statesman jako jedna z dziesięciu osób, które mogą zmienić świat, a w 2017 roku został doceniony za wkład w zrównoważony rozwój przez Edie.net. Małgorzata Smolak znalazła się na liście 50 najbardziej wpływowych kobiet w Polsce według magazynu „Wysokie Obcasy” za walkę z zanieczyszczeniem powietrza w Polsce. W kwietniu 2021 roku szefową polskiego oddziału ClientEarth została Zuzanna Rudzińska-Bluszcz. 

## Patroni
Patronem organizacji jest brytyjski zespół rockowy Coldplay. Brian Eno jest członkiem Rady organizacji.

## Nagrody
- W 2012 roku BusinessGreen przyznał ClientEarth nagrodę organizacji pozarządowej roku[42]
- W 2013 roku ClientEarth otrzymało od Law Society of England and Wales nagrodę „Award for Excellence in Environmental Responsibility”[43]
- W 2016 roku BusinessGreen przyznał ClientEarth nagrodę organizacji pozarządowej roku, a Jamesowi Thorntonowi, dyrektorowi generalnemu, nagrodę "lidera roku"[44]
- W 2017 roku Financial Times umieścił ClientEarth wśród 50 najbardziej innowacyjnych i wpływowych organizacji prawniczych w Europie[45]
- W 2017 roku Charity Times uznał ClientEarth za najlepszą organizację charytatywną (o budżecie 5-10 mln funtów) w Wielkiej Brytanii[46]
- W 2017 roku Environmental Funders Network uznała ClientEarth za najskuteczniejszą organizację ekologiczną roku w Wlk. Brytanii[47]
- W 2017 roku magazyn The Lawyer przyznał zespołowi prawników ClientEarth specjalne wyróżnienie[48].